# Code barge
Code Barge est une série télévisée française en 30 épisodes de 3 minutes diffusée à partir du 7 juillet 2008 sur TF1. Elle est rediffusée sur HD1 depuis 2012.

## Synopsis
Après avoir sagement travaillé pendant quinze ans dans les assurances, Roland veut changer de vie. Sous l'influence de son épouse, Véronique, Roland décide de prendre en gérance une supérette, «Prixpiti».

## Distribution
- Fabrice Blind : Roland, le directeur
- Julia Dorval : Karine, la caissière "blonde"
- Vanessa Ferry : Vanessa (voix)
- Pétronille Moss : Colette, la caissière
- Fanny Paliard : Véronique, la femme de Roland
- Ricky Tribord : Gary, le vigile
- Benjamin Zeitoun : Jean-Mouloud, le responsable fruits-légumes

## Épisodes
- L'ouverture
- Carte de fidélité
- Démonstration
- Les petits paniers
- Michel Sardou
- La stagiaire
- la star
- 5 fruits et légumes par jour
- La boite à idées
- Slogan
- La quinzaine du rire
- La grosse livraison
- Internet
- Pourquoi Karine
- Le vol
- Voyant
- L'amnésie
- Le clown
- Saint-Valentin
- La foire aux vins
- Cinéma de quartier
- Management
- Fête nationale
- Animation vacances
- Bienvenue chez Prixpiti
- Il était une fois Prixpiti
- La réplique
- Les échecs
- Le rire et Jean Mouloud
- Le calendrier
- Lesson one
- Mardi gras
- L'anniversaire de mariage